# Parto en casa

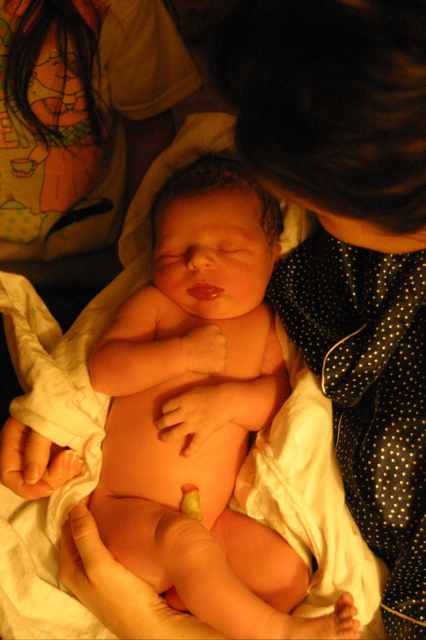
Nacimiento en casa

El trabajo de parto puede llevarse a cabo en el domicilio de la mujer, por preferir la intimidad de una experiencia en su hogar y por un deseo de evitar una experiencia centrada en la tecnología. Los profesionales que asisten el parto en casa, las comadronas, las parteras o las/los obstetras se han formado previamente en proporcionar cuidados médicos básicos ante situaciones como la distocia de hombros, las hemorragias postparto, las suturas de los desgarros vaginales, la reanimación de los neonatos y, sobre todo, en el diagnóstico de cualquier indicio de riesgo y la toma de decisión adecuada para propiciar un traslado al hospital antes de que surja alguna complicación.

## Cobertura por Países
- Australia: desde abril de 2007, el estado de Australia Occidental ofrece cobertura al parto en casa.[1]  Los demás Estados Australianos proporcionan una subvención de ayuda para mujeres que eligen esta opción.
- Austria: el parto en domicilio es asistido por una matrona. Tanto el parto en casa, las visitas a casa durante el embarazo y una visita diaria durante los 5 días después de dar a luz están cubiertas por la seguridad social. Se puede elegir una matrona de la seguridad social (no hay que pagar nada) o una matrona de elección privada. En este último caso hay facturar directamente con la matrona, pero la seguridad social reembolsa el 80% de la tarifa.[2]
- Canadá: la ministra de Sanidad Margaret MacDiarmid anima a que las mujeres con embarazos de bajo riesgo tengan su parto en casa.[3] Las provincias de Ontario, Columbia Británica, Saskatchewan, Manitoba, Alberta, y Quebec cubjfdjalsd

de parto en casa.
- Dinamarca: cubierto por la Seguridad Social en todo el país.
- España: el parto en casa es una opción de pago privado sin cobertura por la Seguridad Social en ninguna Comunidad Autónoma.
- Estados Unidos: hoy ya ningún estado persigue a una madre por dar a luz fuera del hospital. El servicio de una matrona es completamente privado.
- Finlandia: el parto en casa es una opción de pago privado.
- Francia: el parto en casa está cubierto, si bien la embarazada paga al(a la) profesional y después recibe el reembolso de la Seguridad Social.
- Holanda: el parto en casa es la opción normal de parto para el embarazo normal. Un 30% de mujeres eligen esta opción.
- Noruega: cubierto por la seguridad Social en todo el país.
- Reino Unido: el National Health Service tiene equipos de comadronas dedicados a la asistencia al parto en casa, dependientes del Servicio de Obstetricia de cada hospital. Las comadronas del equipo tienen contacto frecuente con la embarazada hasta el parto. Según la ley una mujer no puede ser forzada a acudir a un hospital para su parto.[6] Tanto el Colegio Profesional de Matronas como el de Obstetras y Ginecólogos apoyan el parto en casa cuando no se esperen complicaciones.[7] El Servicio Nacional de Salud cubre el parto en casa aunque por ahora no alcanza el 100% de la población.[8]
- Suecia: el parto en casa está cubierto pero solo en la región de Estocolmo (que es la más poblada de Suecia), y solo para segundos partos (si es el primero no se cubre). Debe ser un parto completamente normal (presentación cefálica, entre las semanas 37 a la 42). Los hospitales son en general muy respetuosos: hay libertad de posturas en todos los hospitales, por ejemplo.

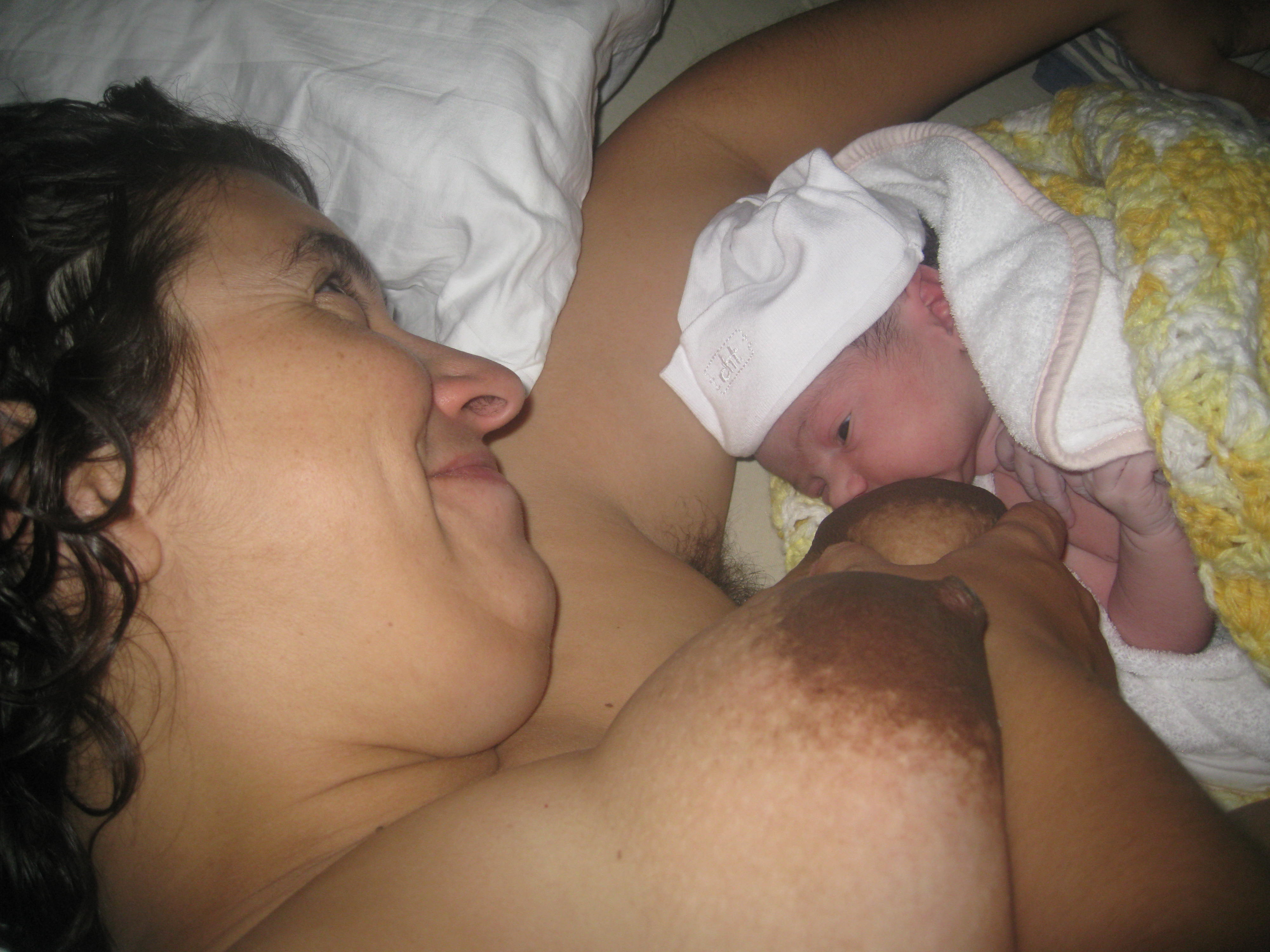

## ¿Cuántas mujeres paren en su casa?
Hasta la llegada de la medicina moderna, el parto en casa era "el parto normal" y así sigue siendo hoy en Holanda, país en el que hoy día el 30% de los partos son en casa. En el Norte de Europa, Australia y Canadá, donde o bien la sanidad pública o bien los seguros privados de salud vuelven a incluir el parto en casa en su oferta de posibilidades, quizá 3 o 4 de cada 100 mujeres lo eligen. En Estados Unidos, en el Sur de Europa (incluida España) y en las zonas urbanas de Sudamérica, donde el parto en casa precisa ser costeado de forma privada, solo unas 3 o 4 mujeres de cada mil lo eligen.
En España, según datos publicados por Educer con relación al año 2010, el número anual de partos planificados en casa se cifra, aproximadamente, en uno de cada 600, un  0,17%. En Navarra (0,44%); Cataluña (0,38%) y Baleares (0,36%), uno de cada 250 partos es planificado en casa; en el País Vasco uno de cada 400; en Aragón uno de cada 500, y en Canarias uno de cada 600 sobre el total de partos. Son las regiones con mayor tasa de parto planificado en el domicilio. Los porcentajes más bajos se dan en Ceuta, Extremadura y Castilla-La Mancha, donde apenas uno de cada 1.500 partos es planificado en el domicilio.
En números absolutos Barcelona es la provincia donde está más extendida esta práctica, con una cifra anual próxima a los 230 partos planificados en el hogar. Le sigue Madrid con aproximadamente un centenar de partos. Tras ellos van Gerona con unos 50 partos, Granada alrededor de 40 y Navarra con menos de 30. Por el lado contrario están provincias como Salamanca, Zamora, Albacete, Ciudad Real, Cuenca, Ceuta, Melilla, Castellón y Lugo donde apenas se registró algún caso excepcional de parto planificado en casa en todo 2010.

## Seguridad

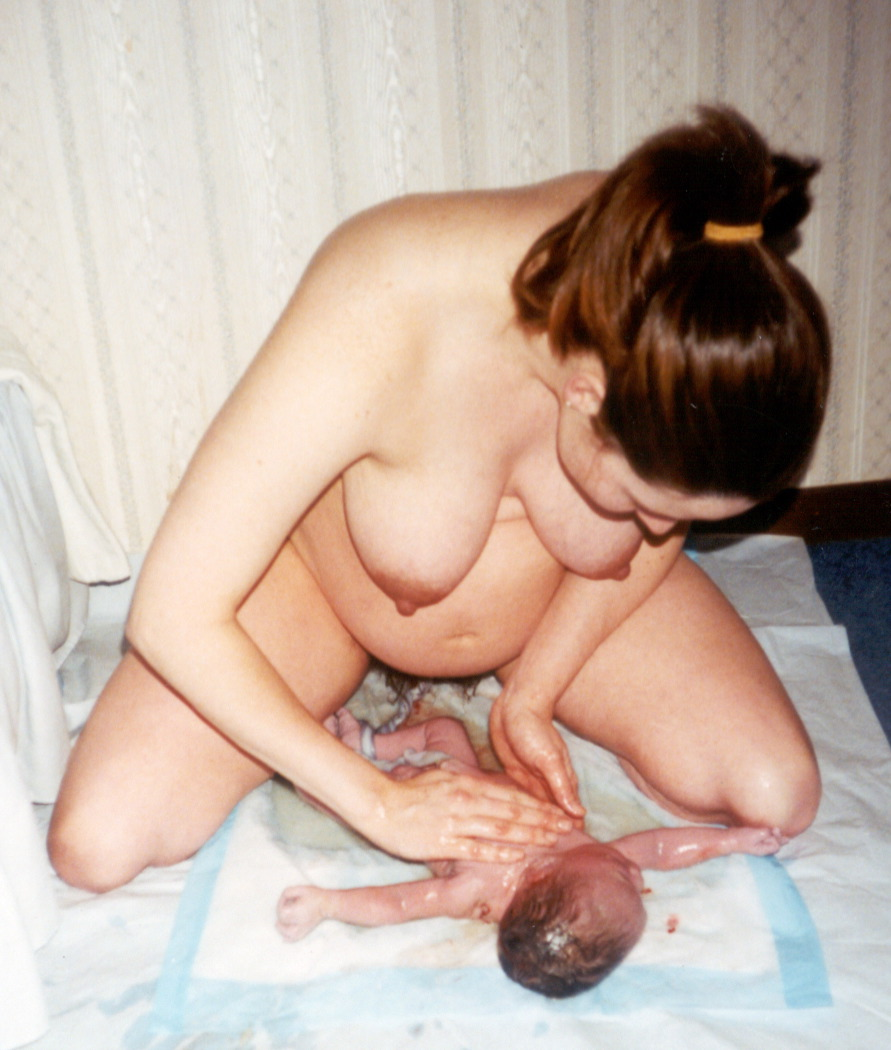
Lisa J. Patton parió en casa.

La seguridad es el aspecto clave. En un hospital las posibilidades de solucionar una situación complicada son mucho mayores que en un parto en casa. Pero también se pueden crear muchas menos situaciones complicadas en un parto en que se mantienen las condiciones emocionales y posturales que la naturaleza tiene previstas para el parto y, además, se puede evitar una cascada de intervenciones médicas innecesarias. Al más mínimo indicio de que algo puede no ir bien, la matrona de parto en casa, aconsejará continuar el parto en el hospital. La investigación científica dice que en partos de bajo riesgo ambas opciones, hospitalaria y domiciliaria, son igual de seguras si el parto en casa es atendido por una comadrona profesional.
En el año 2010 se publicó un metaanálisis (la mayoría de ellos, estudios de cohortes) en el que comparaban partos planificados en casa con partos planificados en hospital con mujeres sanas, de bajo riesgo, en países desarrollados. No se encontraron diferencias en mortalidad perinatal ni en mortalidad materna aunque si una mayor diferencia de 1 a 3 en mortalidad neonatal en el parto en casa y recomienda que sean atendidos por personal sanitario cualificado, ya que señala que al excluir del estudio los partos en casa acompañados por personal no certificado no se encontraron diferencias significativas en la mortalidad neonatal. En los partos en casa se dieron en todos los casos menos intervenciones (epidural, monitorización cardiotocográfica, episiotomía, parto instrumentado y cesárea) y menor morbilidad para la madre (infecciones, hemorragias y laceraciones) que en los partos en el hospital.
En la misma línea un trabajo de investigación de la Universidad de Alicante y Educer publicado en 2012 constata que, si bien los datos disponibles deben interpretarse con prudencia, cuando se han dado tres condiciones básicas de seguridad en el nacimiento: unicidad (un solo bebé), embarazo a término y asistencia sanitaria, el desarrollo del parto en el entorno doméstico en España no ha estado asociado a un mayor riesgo para la supervivencia del feto o del recién nacido.

### Traslados al hospital
Uno de cada 9 partos planificados en casa necesitan terminar en el hospital, por lo que, si se planifica un parto en casa, es necesario tener cerca un hospital por si hiciera falta; de forma que la posibilidad de un ingreso en el hospital esté prevista de antemano. El transporte se suele realizar en automóvil particular o en taxi dado que los traslados son, la mayoría de las veces, sin urgencia. Solo en casos muy contados es necesario recurrir al transporte en ambulancia, que en Europa, se consigue llamando al 112 (teléfono) y tiene un aceptable grado de eficacia. En el hospital, es posible que se necesite alguna intervención, por ejemplo, cardiotocografía continua o administración intravenosa de oxitocina.
De los partos planificados en casa, solo el 4% terminan en cesárea y solo el 1% precisan fórceps; estos datos están extraídos de un gran estudio que recogió la mayoría de los partos programados para ser asistidos en domicilio en el año 2000 en Norteamérica.

## Famosas que eligieron parir en casa
- Alanis Morissette (2010),
- Alyson Hannigan (2009 y 2012, USA),
- Ani DiFranco (2007),
- Bimba Bosé[16] (2011, España),
- Carla Conte[17] (2009, Argentina),
- Carrie-Anne Moss (2005 y 2009, Canadá),
- Cindy Crawford[17] (1999 y 2001, USA),
- Demi Moore[17] (1988, 1991 y 1994, USA),
- Evangeline Lilly (2011, Canadá),
- Felicity Huffman (2000 y 2002),
- Gisele Bündchen[17] (2009 y 2012, Brasil),
- Gwyneth Paltrow[17] (USA),
- Jennifer Connelly (2011),
- Julianne Moore[17] (2002, USA),
- Kelly Preston, esposa de John Travolta[17] (2000, USA),
- Laura Dern (2004, USA)
- Lisa Bonet,esposa de Lenny Kravitz[17] (1989, 2007 y 2008, USA),
- Lucy Lawless (1999, Nueva Zelanda),
- Maria Bello[17] (2001, USA),
- Mary Lynn Rajskub[17] (2008, USA),
- Mayim Bialik (2008, USA),
- Melora Hardin (2001 y 2005, USA),
- Meryl Streep[17] (USA),
- Michelle Alves (2011)
- Naoko, esposa de Fernando Sánchez Dragó[18] (2012, España),
- Nelly Furtado[17] (2003, Canadá),
- Pamela Anderson[17] (1996 y 1997, Canadá),
- Patricia Arquette[17] (2003, USA),
- Ricki Lake (2011)